# 久住忠男
久住 忠男（くすみ ただお、1908年2月23日 - 1993年12月21日）は、日本の軍事評論家、海軍軍人。

## 生涯
徳島県徳島市出身。
海軍兵学校〔1928年〕・海軍大学校〔1944年〕を卒業した。海軍中佐となり、大本営参謀兼南方軍参謀として終戦を迎える。
戦後、1953年より軍事評論家として活躍。1968年には沖縄基地問題研究会の座長を務め、沖縄返還の基本政策の提言に関わった。
著書に『戦後世界軍事史』『核時代の軍縮問題』『平和問題の理解』『戦争・平和・ベトコン』など多数。